# Entaphioides
Entaphioides är ett släkte av skalbaggar. Entaphioides ingår i familjen plattnosbaggar.
Kladogram enligt Catalogue of Life:
| Entaphioides | \| \| Entaphioides albiguttatus \| \| \| \| \| \| Entaphioides lacrymans \| \| \| \| |
|              | \| \| Entaphioides albiguttatus \| \| \| \| \| \| Entaphioides lacrymans \| \| \| \| |
|              | Entaphioides albiguttatus                                                            |
|              |                                                                                      |
|              | Entaphioides lacrymans                                                               |
|              |                                                                                      |